# Wilhelm I Zwycięski
Wilhelm I Zwycięski (niem. Wilhelm der Siegreiche), także Wilhelm I Starszy (ur. 1392/1400 r., zm. 1482 r.) – książę Lüneburga w latach 1416–1428, książę Brunszwiku w latach 1428–1432, książę Brunszwiku-Calenberga 1432–1482, książę Getyngi 1463–1482, książę Brunszwiku-Wolfenbüttel 1473–1482 z dynastii Welfów.

## Życiorys
Wilhelm I Zwycięski był najstarszym synem księcia Lüneburga Henryka I i Zofii, córki księcia wołogoskiego Warcisława VI. W 1415 r. jego ojciec zawarł układ ze swym bratem (a stryjem Wilhelma) Bernardem I, zgodnie z którym ten ostatni po śmierci Henryka I miał objąć opiekę nad jego synami (Wilhelmem i jego młodszym bratem Henrykiem). Gdy jednak Henryk zmarł w 1416 r. rządy w księstwie Lüneburga przejął osobiście Wilhelm, który już wtedy przejawiał swój silny charakter i nie dopuścił do stryjowskiej kontroli nad sobą.
Wilhelm po uzyskaniu samodzielności w niewielkim stopniu interesował się sprawowaniem rządów w odziedziczonym przez siebie księstwie; zamiast pozostawać w Lüneburgu uczestniczył w licznych wojnach, w których rzadko realizował interes polityczny swego księstwa. Kilkakrotnie brał udział w wojnach książąt północnoniemieckich przeciw królom duńskim. Uczestniczył w wyprawach przeciwko husytom. Toczył także spory z sąsiadami. Liczne wyprawy wojenne powodowały znaczne kłopoty finansowe księcia. M.in. z tego powodu doprowadził on do nowego podziału Brunszwiku i Lüneburga w 1428 r., zgodnie z którym sam objął rządy w części księstwa z Brunszwikiem, podczas gdy jego stryj Bernardow wybrał rządy w pozostałej części z Lüneburgiem. Kontrolę nad oboma głównymi miastami księstwa mieli sprawować obaj książęta wspólnie. Główną siedzibą Wilhelma stało się Wolfenbüttel. 
Nieobecność Wilhelma w księstwie Brunszwiku w 1432 r. wykorzystał jego młodszy brat Henryk, stanowiący przeciwieństwo rycerskiego i awanturniczego brata, a pragnący uzyskać udział w rządach księstwem, czego wcześniej Wilhelm mu odmawiał. Henryk zdobył Wolfenbüttel, a spór między braćmi zakończył się jesienią tego samego roku podziałem księstwa: Henryk zatrzymał zdobyte Wolfenbüttel, a Wilhelmowi przypadła część z Calenbergiem, ponadto Henryk miał zapłacić starszemu bratu znaczną kwotę pieniężną. 
W 1437 r. Wilhelmowi administrację nad częścią księstwa brunszwickiego z Getyngą oddał jego kuzyn, Otto II Jednooki (formalnie stało się ono własnością Wilhelma po śmierci Ottona w 1463 r.). W 1441 r. doszło do kolejnej wojny Wilhelma z bratem i kuzynami z Lüneburga. Do porozumienia między krewniakami doszło w 1442 r. W dalszym toku rządów Wilhelma sporo kłopotów przysporzyły mu wybryki jednego z synów, Fryderyka. M.in. doszło do wojny z Hildesheimem, podczas której do niewoli dostał się drugi z synów Wilhelma, Wilhelm Młodszy. Pokój podpisano dopiero w 1452 r. Jednak awanturniczy charakter Fryderyka powodował dalsze spory i wojny (sam Fryderyk przebywał kilka lat w niewoli).
W grudniu 1473 r. zmarł nie pozostawiając synów brat Wilhelma, Henryk. Wilhelm niezwłocznie zajął jego część księstwa brunszwickiego i przeniósł się do utraconego kilkadziesiąt lat wcześniej Wolfenbüttel. Jednocześnie oddał swoim synom dotychczas zarządzane przez niego części księstwa, z Calenbergiem i Getyngą, pod wspólny zarząd. Sam żył jeszcze kilka lat, zmarł dopiero w lipcu 1482 r.

## Rodzina
W 1423 r. Wilhelm poślubił Cecylię, córkę pierwszego elektora brandenburskiego z rodu Hohenzollernów, Fryderyka I. Ta zmarła w 1449 r. Ponownie ożenił się w 1466 r. z Matyldą, córką hrabiego Schauenburga i wdową po swym kuzynie, Bernardzie II, księciu Lüneburga. Matylda zmarła w połogu w 1468 r. 
Z dwóch żon miał trzech synów:
- z Cecylią – Wilhelma Młodszego i Fryderyka, swych następców;
- z Matyldą - Ottona, który zmarł w dzieciństwie.